# Trestní sazba
Trestní sazba v českém trestním právu označuje výměru trestu odnětí svobody, který se za daný trestný čin ukládá. U každé skutkové podstaty je ve zvláštní části trestního zákoníku uvedena dolní a horní hranice trestní sazby, ve které se lze při ukládání trestu obvykle pohybovat.
Např. u trestného činu vraždy činí v základní skutkové podstatě dolní hranice trestní sazby deset let a horní hranice osmnáct let odnětí svobody.
Na konkrétní výši trestu pak mají vliv mj. polehčující a přitěžující okolnosti.

## Posun hranic trestní sazby
I přes pevně stanovené hranice trestní sazby u každé skutkové podstaty se však od nich soud může při ukládání trestu odchýlit a trest mimořádně uložit pod spodní hranicí nebo i nad horní hranicí trestní sazby. Zvýšení trestu je vždy omezeno, v případě snížení jen v některých případech. Snížení pak přichází do úvahy tehdy, pokud:
- by vzhledem k okolnostem případu nebo poměrům pachatele byla zákonná výměra nepřiměřeně přísná
- pachatel nakonec napomohl trestnému činu zabránit nebo jde o tzv. spolupracujícího obviněného
- pachatel jednal v právním omylu, kterého se mohl vyvarovat, nebo zcela nenaplnil podmínky tzv. okolností vylučujících protiprávnost
- pachatel jednal ve stavu zmenšené příčetnosti, kterou si ale nepřivodil vlivem návykové látky, a je mu zároveň uloženo ochranné léčení

Naopak zvýšit trestní sazby lze, jestliže:
- pachatel znovu spáchal zvlášť závažný zločin
- jde u úhrnného trestu o vícečinný souběh většího počtu trestných činů
- pachatel byl členem organizované zločinecké skupiny